# Adolf van Nieuwenaar
Adolf van Nieuwenaar, conte di Limburgo Moers (1545 circa – Arnhem, 18 ottobre 1589), fu uno statista e soldato, nonché statolder di Overijssel, Gheldria e Utrecht per gli stati generali dei Paesi Bassi durante la guerra degli ottant'anni.

## Primi anni
Nieuwenaar (o Neuenahr) era figlio del conte Gumprecht II van Nieuwenaar-Alpen e di Amöna von Daun-Falkenstein. Alla morte del padre, avvenuta nel 1556, egli venne cresciuto alla corte dello zio e tutore, il protestante conte Ermanno di Neuenahr e Moers, che aveva sposato Maddalena, sorellastra di Guglielmo il Taciturno, principe d'Orange. Nel 1570 Adolf sposò sua zia Walburgis van Nieuwenaar, vedova di Filippo di Montmorency, conte di Hoorn, che era stato giustiziato dal Duca d'Alba nel 1568. Il conte Ermanno morì senza eredi diretti nel dicembre 1578 e Adolf ereditò le sue terre, compresa la contea di Moers; tutti questi territori si trovano in prossimità dell'attuale confine tra Germania e Paesi Bassi, e confinavano con il Ducato di Gheldria e i Paesi Bassi spagnoli.

## Partecipazione alla guerra di Colonia

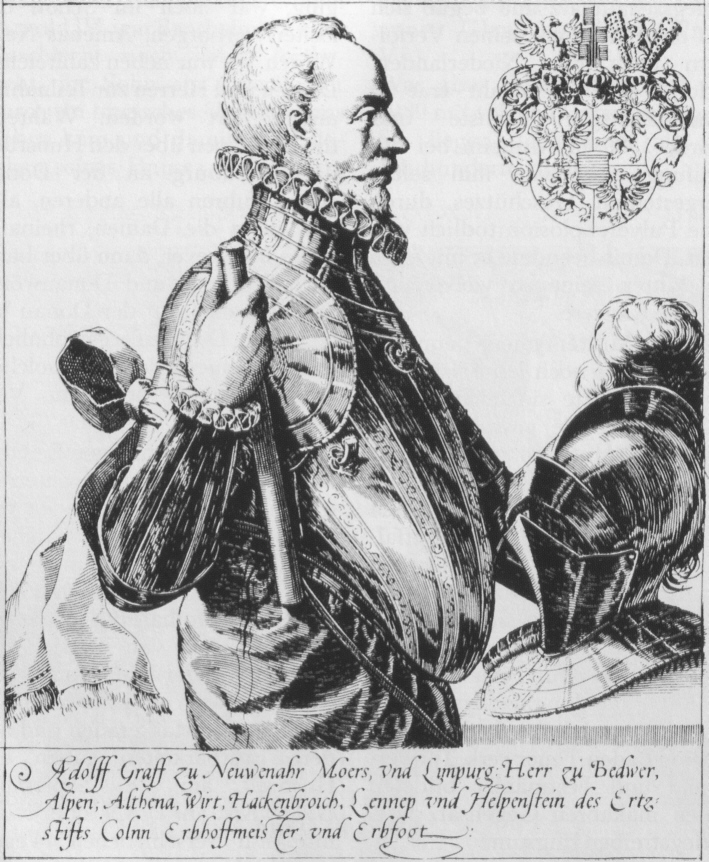

Niuwenaar incoraggiò l'arcivescovo elettore di Colonia, Gebhard Truchsess von Waldburg, a mantenere il controllo sull'Elettorato di Colonia anche dopo il matrimonio con Agnese di Mansfeld-Eisleben e la conversione al Calvinismo. Nel 1583 papa Gregorio XIII scomunicò Gebhard e il capitolo della cattedrale scelse Ernesto di Baviera come nuovo arcivescovo. Ne scoppiò una guerra conosciuta come guerra di Colonia. Gebhart era supportato da Adolfo di Neuenahr, come suo generale, dal fratello Carlo e dai ribelli olandesi. Ernesto aveva dalla sua parte i fratelli Guglielmo V e Ferdinando, nonché, in ultima istanza, anche la Spagna. Nel 1586 Adolf van Nieuwenaar venne privato di tutti i suoi possedimenti tedeschi.

## Statolder
Nonostante le perdite territoriali egli ben presto si ritagliò una nuova posizione nelle file dei ribelli olandesi. Lo statolder della provincia di Gheldria, Guglielmo IV van den Bergh, venne scoperto ad intrattenere una corrispondenza con il governatore generale dei Paesi Bassi asburgici, Alessandro Farnese, duca di Parma, e fu quindi deposto nel novembre 1583. Nieuwenaa venne nominato nuovo statolder: in questa posizione egli controllava unicamente la città di Arnhem e dintorni, mentre la maggior parte della provincia era comunque in mano spagnola.
Nell'agosto del 1584, lo zio di Adolf, il Principe d'Orange, che deteneva anche lo statolderato di Utrecht e Overijssel, venne assassinato. Nieuwenaar venne quindi nominato statolder di Overijssel e Utrecht al posto dello zio da parte dagli Stati Generali. Ad Utrecht ne nacque una disputa politica tra i calvinisti radicali e la nobiltà più conservatrice; in questo conflitto, Robert Dudley, I conte di Leicester, che divenne governatore generale per gli Stati Generali nell'Olanda settentrionale nel 1585, si schierò dalla parte dei radicali e così fece anche Adolf van Nieuwenaar. Nel 1587, dopo la partenza del Conte di Leicester per l'Inghilterra, Nieuwenaar cambiò gradualmente le sue posiizioni. Egli cercò di portare avanti una riconciliazione, almeno nominale, tra le parti coinvolte; dopo un colpo di stato non violento nel 1588, i radicali vennero estromessi dalla città, senza però che questo minacciasse la posizione di statolder di Neuenahr.
In qualità di statolder, Adolf van Nieuwenaar era anche comandante in capo delle forze militari degli Stati Generali. Condusse numerose campagne militari, ma con scarso successo. Riuscì a conquistare Neuss nel 1585, ma la città venne presto persa a favore della Spagna. Durante la ritirata, Nieuwenaar distrusse l'abbazia di Kamp, nel 1586. Nel 1585 il generale spagnolo Juan Baptista de Tassis sconfisse Adolfo e Maarten Schenk van Nydeggen nella battaglia di Amerongen, nello scontro decisivo del 23 giugno. Lo stesso anno, Schenk fece costruire la fortezza di Schenkenschans su ordine di Adolfo.
Adolf van Nieuwenaar morì il 18 ottobre 1589 ad Arnhem, mentre stava testando un nuovo pezzo d'artiglieria.